# Juigné-sur-Sarthe
Juigné-sur-Sarthe är en kommun i departementet Sarthe i regionen Pays de la Loire i nordvästra Frankrike. Kommunen ligger i kantonen Sablé-sur-Sarthe som tillhör arrondissementet La Flèche. År 2022 hade Juigné-sur-Sarthe 1 142 invånare.

## Befolkningsutveckling
Antalet invånare i kommunen Juigné-sur-Sarthe
| Referens: INSEE |